# Total War: Warhammer
Total War: Warhammer es un videojuego de estrategia desarrollado por The Creative Assembly y distribuido por Sega. Está basado en el juego de mesa Warhammer Fantasy Battle. Salió a la venta el 24 de mayo de 2016.

## Modos de juego
Al igual que en anteriores entregas, Total War: Warhammer posee dos modos de juego; de un jugador, por el cual este, juega la campaña solo, eligiendo una facción que mediante pactos, alianzas o conquistas se hará con el control del mapa de juego y multijugador que puede ser 1vs1, 2vs2 o 3vs3, por el cual uno o varios jugadores aliados se enfrentan a uno o varios jugadores enemigos en batallas en línea. Además de estos modos, Total War: Warhammer posee un modo único de esta entrega que es el modo cooperativo en el cual dos o más amigos pueden jugar la campaña juntos, a la vez, eligiendo facciones diferentes y luchando por la supremacía, bien como aliados o bien como enemigos.

## Facciones
Por el momento hay nueve facciones jugables:
- Imperio.
- Enanos.
- Pieles Verdes (orcos y goblins).
- Condes Vampiros (no muertos).
- Guerreros del Caos; introducidos en el primer DLC.
- Hombres Bestia; introducidos en el segundo DLC.
- Elfos Silvanos; introducidos en el tercer DLC.
- Bretonia; introducida en el cuarto DLC.
- Norsca; introducida en el quinto DLC.

Facciones imperiales
- Averland.
- Carroburgo.
- Hochland.
- Mariemburgo.
- Middenland.
- Nordland.
- Ostland.
- Ostermark.
- Reikland.
- Stirland.
- Talabecland.
- Wissenland.
- Secesionistas del Imperio

Facciones no imperiales
- Estalia.
- Tilea.
- Kislev.
- Reinos Fronterizos.
- Norsca

Facciones enanas
- Barak-Varr.
- Karak Azul.
- Karak-Hirn.
- Karak-Kadrin.
- Karak-Norn.
- Karak-Ziflin.
- Kraka-Drak.
- Zhufbar.
- Clan Angrund.

Facciones orcas
- Venenonegro.
- Lanza Sangrienta.
- Nariz Rota.
- Kretinoz amotinadoz Luna Torzida.
- Ojo Rojo.
- Kolmillo Rojo.
- Ojo Koztrozo.
- Robakráneoz.
- Chafakráneoz.
- Partepiñoz.
- Moñoz Altoz.
- Luna Torzida.
- Mano Ensangrentada.

Facciones de Condes Vampiro (no muertos)
- Von Carstein.
- Templehof.
- Mousillon.

Facciones de Hombres Bestia
- Tribu de los Cuernos Rojos.
- Manada de guerra del Caos.

Facciones de Elfos Silvanos
- Argwylon.
- Torgovann.
- Wydrioth.
- Cythral.
- Atylwyth.

Facciones bretonianas
- Artois.
- Bastonne.
- Bordeleaux.
- Carcassonne.
- Lyonesse.
- Parravon.

## DLCs
El primer DLC consistió en la introducción de una quinta facción jugable; los Guerreros del Caos. Debido a las numerosas críticas, Creative Assembly decidió que sería gratis por lo menos las primeras semanas posteriores a su lanzamiento. Meses más tarde, se filtra y posteriormente se anuncia la introducción de una sexta facción jugable, los Hombres Bestia. También salió a la venta otro DLC llamado "Blood for the Blood God" que añade nuevos efectos de sangre al juego, lo que lo hace más realista. Posteriormente se anuncian e introducen la séptima y octava facción jugable; Los Elfos Silvanos, Bretonia y Norsca. CA anunció que irán sacando a la venta nuevos DLC, expansiones y packs de campañas a lo largo del tiempo.